# Alberto Pagani
Alberto Pagani (Milão, 29 de agosto de 1938 – Caronno Varesino, 11 de setembro de 2017) foi um piloto italiano de motocicleta.
Seu melhor ano foi em 1972 quando ele terminou em segundo lugar para a sua equipe MV Agusta-mate, Giacomo Agostini, no campeonato mundial de 500cc.